# Altrottmannsdorf
Altrottmannsdorf ist eine zum Ortsteil Schönfels der Gemeinde Lichtentanne im sächsischen Landkreis Zwickau gehörige Siedlung. Sie hat ungefähr 150 Einwohner. 

## Geografie

### Lage
Altrottmannsdorf liegt im westlichen Gemeindegebiet von Lichtentanne an der Grenze zum Vogtlandkreis. Die Stadt Reichenbach im Vogtland liegt ungefähr 6 Kilometer entfernt. Durch den Ort fließt der Altrottmannsdorfer Bach, der über den Neumarker Bach in die Pleiße entwässert. Altrottmannsdorf liegt am Übergang der Naturräume Vogtland (Mittelvogtländisches Kuppenland) und Erzgebirgsbecken (Oberes Pleißeland). Durch Altrottmannsdorf verläuft die Bundesstraße 173.

### Nachbarorte
|                           | Schönfels                                   |           |
| Unterneumark mit Erlmühle | Kompassrose, die auf Nachbargemeinden zeigt | Schönfels |
| Neumark                   | Oberneumark                                 |           |

## Geschichte

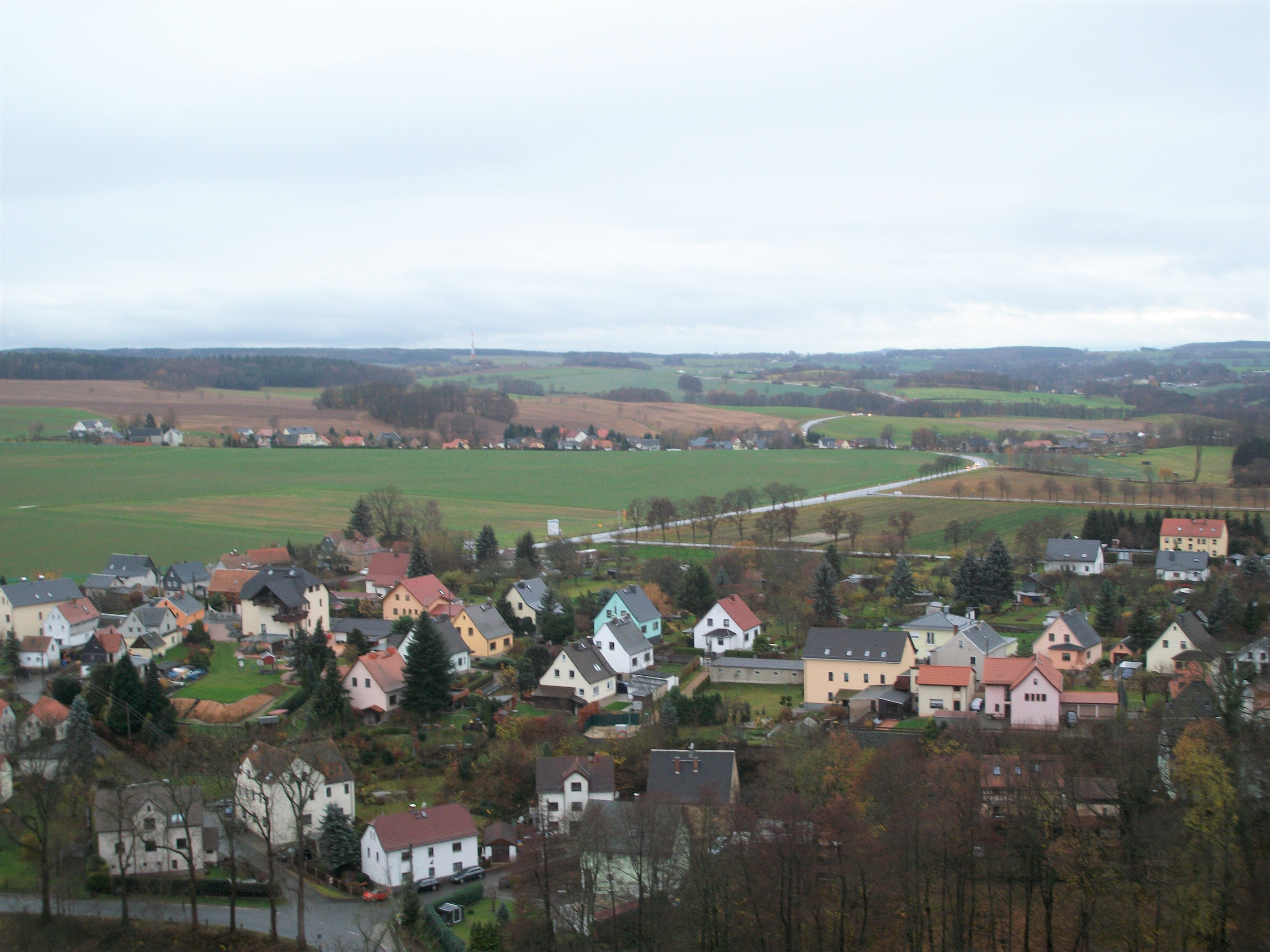
Blick von Burg Schönfels nach Altrottmannsdorf (Bildmitte)

Altrottmannsdorf wurde 1441 erstmals urkundlich als „Roczmanstorff“ erwähnt. Das wenige Kilometer östlich gelegene Wendischrottmannsdorf, seit 1937 Rottmannsdorf genannt, war zu dieser Zeit als „Ruczmerstorf“ erwähnt. Die Grundherrschaft über Altrottmannsdorf lag ab dem 16. Jahrhundert anteilig bei den Rittergütern Neu-Schönfels, Reuth und Ruppertsgrün. Kirchlich war Altrottmannsdorf ursprünglich nach Neumark gepfarrt, seit 1555 gehört das Dorf kirchlich zu Schönfels.
Altrottmannsdorf gehörte bis 1856 zum kursächsischen bzw. königlich-sächsischen Amt Zwickau im Erzgebirgischen Kreis. 1856 wurde Altrottmannsdorf im Gegensatz zum Nachbarort Schönfels nicht dem Gerichtsamt Zwickau, sondern dem Gerichtsamt Reichenbach und somit 1875 der Amtshauptmannschaft Plauen angegliedert. Im Jahr 1920 wurde Altrottmannsdorf der Amtshauptmannschaft Werdau zugeordnet. Durch die Auflösung des Verwaltungsbezirks kam der Ort im Jahr 1933 an die Amtshauptmannschaft Zwickau, die ab 1939 Landkreis Zwickau genannt wurde.
Am 1. Januar 1949 wurde Altrottmannsdorf nach Schönfels eingemeindet. Durch die zweite Kreisreform in der DDR kam Altrottmannsdorf als Ortsteil der Gemeinde Schönfels im Jahr 1952 zum Kreis Zwickau-Land im Bezirk Chemnitz (1953 in Bezirk Karl-Marx-Stadt umbenannt), der ab 1990 als sächsischer Landkreis Zwickau fortgeführt wurde und 1994 im Landkreis Zwickauer Land aufging. Mit dem Zusammenschluss der Gemeinden Lichtentanne, Schönfels und Stenn wurde Altrottmannsdorf am 1. Januar 1996 ein Ortsteil der Gemeinde Lichtentanne. Am 1. April 2008 wurde der Ort als Gemeindeteil von Lichtentanne gestrichen. Kurz darauf kam Altrottmannsdorf im Zuge der sächsischen Kreisreform am 1. August 2008 mit der Gemeinde Lichtentanne zum Landkreis Zwickau.